# Eerste klasse 1979-80 (basketbal België)
Het seizoen 1979-1980 was de 33e editie van de hoogste basketbalcompetitie. Dit seizoen spelen er 15 ploegen op het hoogste niveau. Rimelago Aarschot, BC Willebroek en Hellas BC zijn de nieuwkomers.
Na de reguliere competitie werden voor het eerst play-offs gespeeld tussen de eerste 4 ploegen
RC Maes Pils Mechelen werd de grote winnaar van de play offs en haalde een onverwachte 8 landstitel

## Eindstand
|  |    |                              | P  | W  | V  | G | Ptn |
|  | -- | ---------------------------- | -- | -- | -- | - | --- |
|  | 1  | R. Standard Boule D'Or Liège | 22 | 21 | 7  | 0 | 42  |
|  | 2  | Royal Fresh Air Molenbeek    | 28 | 20 | 8  | 0 | 40  |
|  | 3  | CEP Fleurus                  | 28 | 19 | 9  | 0 | 38  |
|  | 4  | Maes Pils Mechelen           | 28 | 17 | 11 | 0 | 34  |
|  | 5  | SC Avanti Brugge             | 28 | 16 | 12 | 0 | 32  |
|  | 6  | Eveil Monceau                | 28 | 15 | 13 | 0 | 30  |
|  | 7  | SFX Verviers                 | 28 | 15 | 13 | 0 | 30  |
|  | 8  | Sunair BC Oostende           | 28 | 14 | 14 | 0 | 28  |
|  | 9  | St.-Truiden BC               | 28 | 14 | 14 | 0 | 28  |
|  | 10 | Rimelago Aarschot            | 28 | 14 | 14 | 0 | 28  |
|  | 11 | Hellas BC                    | 28 | 12 | 16 | 0 | 24  |
|  | 12 | BBC Gent                     | 28 | 12 | 16 | 0 | 24  |
|  | 13 | BT Ijsboerke Kortrijk        | 28 | 8  | 20 | 0 | 20  |
|  | 14 | BBC Okapi Aalst              | 28 | 8  | 20 | 0 | 16  |
|  | 15 | BBC Duvel Willebroek         | 28 | 3  | 25 | 0 | 6   |

## Play offs
- Best of three

Fresh Air - Fleurus 63-61
Fleurus - Fresh Air 65-66
Mechelen - Standard 95-83
Standard - Mechelen 86-88 nv
- Best of five

Fresh Air - MP Mechelen 97-77
Mechelen - Fresh Air 81-77
Fresh Air - MP Mechelen  71-74
Mechelen - Fresh Air 77-71
1928 · 1929 · 1930 · 1931 · 1932 · 1933 · 1934 · 1935 · 1936 · 1937 · 1938 · 1939 · 1940 · 1941 · 1942 · 1943 · 1944 · 1945 · 1946 · 1947 · 1948 · 1949 · 1950 · 1951 · 1952 · 1953 · 1954 · 1955 · 1956 · 1957 · 1958 · 1959 · 1960 · 1961 · 1962 · 1963 · 1964 · 1965 · 1966 · 1967 · 1968 · 1969 · 1970 · 1971 · 1972 · 1973 · 1974 · 1975 · 1976 · 1977 · 1978 · 1979 · 1980 · 1981 · 1982 · 1983 · 1984 · 1985 · 1986 · 1987 · 1988 · 1989 · 1990 · 1991 · 1992 · 1993 · 1994 · 1995 · 1996 · 1997 · 1998 · 1999 · 2000 · 2001 · 2002 · 2003 · 2004 · 2005 · 2006 · 2007 · 2008 · 2009 · 2010 · 2011 · 2012 · 2013 · 2014 · 2015 · 2016 · 2017 · 2018 · 2019 · 2020 · 2021